# 多度津町立多度津中学校
多度津町立多度津中学校（たどつちょうりつ たどつちゅうがっこう）は、香川県仲多度郡多度津町に所在する町立中学校。

## 校区
- 多度津町全域(多度津町内で唯一の中学校)

## 部活動

### 運動部
- 陸上部
- 野球部
- ソフトテニス部(男子･女子)
- バレーボール部(男子･女子)
- バスケットボール部(男子･女子)
- 卓球部(男子･女子)
- バドミントン部
- 剣道部
- サッカー部
- 水泳部
- 少林寺拳法部
- 空手道部
- 柔道部
- 硬式テニス部
- レスリング部

### 文化部
- 吹奏楽部
- 美術部
- 茶華道部
- コンピュータ部

## 校区内の主な施設
- 多度津駅
- 多度津町立多度津小学校
- 多度津町立四箇小学校
- 多度津町立白方小学校
- 多度津町立豊原小学校
- 香川県立多度津高等学校
- 多度津町立資料館
- 多度津町役場
- 少林寺拳法総本山・総本部
- 桃陵公園
- ピカソ多度津店

## 主な学校行事
- 修学旅行
- 運動会
- 合唱コンクール

## 通学区域が隣接している学校
- 丸亀市立西中学校
- 善通寺市立東中学校
- 善通寺市立西中学校
- 三豊市立三野津中学校